# 南巴西镇
南巴西镇是巴西圣卡塔琳娜州的一个市镇。总面积114.9平方公里，总人口3061人，人口密度26.6人/平方公里。